# Koi Gyula
Koi Gyula (Budapest, 1977. április 21. –) magyar jogtudós, tudományos kutató, korábban egyetemi oktató, az államtudomány, a közigazgatás-elmélet, valamint az összehasonlító közigazgatás művelője is.

## Tanulmányai
2002-ben igazgatásszervezői oklevelet (BCE KIK), majd ezt követően jogi doktorátust szerzett a Szegedi Tudományegyetem Állam- és Jogtudományi Karán. Az ELTE BTK kínai szakán sinológiát hallgatott. Igazgatásszervezői szakdolgozatát Közszolgálati etika címmel írta. A jogász szakon záródolgozatát A magyar közszolgálati jog története a jogirodalom tükrében témakörben alkotta meg. A győri SZE ÁJDI-n védte meg PhD értekezését 2014. februárjában (doktori témája: Külföldi hatások a magyar közigazgatás-tudományban).

## Tevékenysége
2002 és 2003 között az ELTE ÁJK Nemzetközi Magánjogi- és Európai Gazdasági Jogi Tanszék Európai Dokumentációs és Kutatási Központjának
könyvtárvezetője. 2003 és 2005 között a BCE Államigazgatási Kar Államigazgatási Tanszékén tanársegéd, itt főként közszolgálati jogot és gazdasági igazgatást oktatott, kezdeti kutatásai a közszolgálati etikára koncentráltak, de innen datálható a PPP témakör behatóbb vizsgálata. 2005-től az MTA Jogtudományi Intézete Közigazgatási Osztályán tudományos segédmunkatárs, 2014-től tudományos munkatárs. 2005-ben a Magyar Köztársaság Országgyűlése Mentelmi Bizottságánál ad hoc szakértő (Országgyűlési Etikai Kódex kidolgozása tárgyában). 2006-tól állandó szakértő ugyanitt, ugyanebben a témában. 2010-ben, 2014-ben, valamint 2018-ban az új országgyűlés ismét felkérte bizottsági szakértőnek.  E tevékenységét 2019-ig folytatta.  2005 és 2009 között a Jogi Tudósító folyóirat szakfordítója (franciából; de angolból, németből, illetőleg oroszból is), 2009. novemberétől főszerkesztő. Vendégkutató vagy konferencia-előadó volt, illetőleg írásos contributióval tanácskozáson szerepelt Brnóban (Masaryk Egyetem); Londonban (LSE); New Yorkban (CU Arthur W. Diamonds Law Library); Párizsban (ENA/Science Po); Pekingben (Kínai Nemzeti Könyvtár/Kínai Nemzetiségek Egyeteme - két alkalommal);Szumiban (Harkovi Nemzeti Egyetem); Tajpejben (Nemzeti Közszolgálati Intézet); Washingtonban (IACL). 2017-től közigazgatási szakvizsgán, valamint közigazgatási alapvizsgán vizsgaelnök és oktató a Fővárosi Kormányhivatal illetékességi területén. 2018-tól az NKE Közigazgatás-tudományi PhD Doktori Iskola oktatója Budapesten, illetve a kolozsvári Sapientia Egyetemre kihelyezett doktori iskolai képzésen, nappali és levelező tagozaton.

## Kutatásai
Közigazgatási kutatásait 2002-ben könyvtárosként kezdte, első publikációja igazgatásszervezői szakdolgozatának egy részlete volt ugyanezen évben a köztisztviselői etikai kódex aktuális problémáiról. 2003 és 2018 között 20-nál több OTKA, NKTH, BM, OKRI, illetve MTA JTI intézeti kutatásban vett részt. Kutatásainak súlypontját elsősorban a közigazgatás-elmélet, másodsorban az összehasonlító közigazgatás (azon belül főként a kínai jog, valamint az orosz jog), a külföldi közigazgatási megoldások hazai megismertetése jeleníti meg. Jogi bibliográfusként mintegy száz, könyvészetileg ismeretlen hazai jogi nyomtatványt írt le elsőként. 2015-től Magyary Zoltán munkásságának kritikai kiadásával foglalkozik. 2017-től az Államtudományi klasszikusok sorozat egyik kiadója, a sorozat számos kötetébe írt előtanulmányt.

## Oktatóként
2003 és 2005 között a BCE Államigazgatási Kar Államigazgatási Tanszékén tanársegéd. 2005 és 2011 között számos helyen oktatott helyettesítőként vagy óraadóként, kiemelendő a BCE KIK, a ZMNE BJKMK, a győri SZE, a BCE KIK Továbbképző Intézete, a Kodolányi János Főiskola, a Fővárosi Munkaügyi Központ, valamint a Magyary Zoltán Szakkollégium. 2012-től a Nemzeti Közszolgálati Egyetem Alkotmányjogi Tanszékén a Helyi önkormányzati modellek egyszemélyi oktatója valamennyi tagozaton, megbízott előadóként. 2012. szeptember 1-jétől a Nemzeti Közszolgálati Egyetem Közigazgatás-tudományi Kar Közjogi Intézet Európai és Összehasonlító Közjogi Tanszékén egyetemi tanársegéd. 2014. június 1-jétől ugyanitt adjunktus. 2017. június 1-jével a Lőrincz Lajos Közigazgatási Jogi Intézet tudományos főmunkatársává nevezték ki. Tantárgyfelelőse a Közigazgatás-elmélet; a Nemzetközi és hazai közigazgatás-tudomány története, továbbá a Helyi önkormányzati modellek elnevezésű kötelező mesterszakos tantárgyaknak.

## Fordítóként
- OECD: Hogyan korszerűsítsük a közigazgatást? A követendő út. Budapest, 2009. 291. OECD - MTA JTI. (A kötetet angolból és franciából fordította: Kincses László – Koi Gyula. Az IRAS –ban a kötet eredetijéről készült könyvismertetéseket angolból fordította: Linder Viktória. Szerkesztő-lektor: Lőrincz Lajos. A mutatókat készítette és technikai szerkesztőként közreműködött: Koi Gyula.) [Az általa fordított részek: 6, 9-115, 181, 183-184, 186-188, 212-236, 265-266, 267-291.]

A fenti kötet fordítása mellett mintegy 100 jogi cikkfordítása jelent meg (illetve van megjelenés alatt) angol, francia, német és orosz nyelvből (a nyomtatásban megjelentek az MTMT2 publikációs listában). 2003-ban a Belügyminisztérium számára francia törvényszöveget is fordított.

## Díjai, kitüntetései
Rektori kitüntető oklevél (2018. június 20-i rektori döntéssel a következő indokolás alapján: "Az oklevéllel az államtudomány elméleti és történeti megalapozásában, Magyary Zoltán és a magyar állam- és közigazgatás-tudomány nagy alakjainak kutatásában végzett úttörő munkáját ismerjük el"). Az elismerés átadása 2018. július 16-án történt. 

## Főbb publikációi
Több mint 500 tudományos közleménye látott napvilágot. Közel 40 műve angol, francia, kínai, német, szerb, szlovák, valamint ukrán nyelven is megjelent. Idézettsége 113 műre 560 független citáció.
- Monográfiák
- Önálló kötetek

- A közigazgatás-tudományi nézetek fejlődése. Külföldi hatások a magyar közigazgatási jog és közigazgatástan művelésében a kameralisztika időszakától a Magyary-iskola koráig. Budapest: Nemzeti Közszolgálati és Tankönyv Kiadó Zrt., 2014. 487.

(ISBN 978-615-5344-64-0)
- Évszázadok mezsgyéjén: Négy magyar közigazgatás-tudós útkeresése és életpéldája. Zsoldos Ignác (1803-1885), Récsi Emil (1822-1864), Concha Győző (1846-1933), Magyary Zoltán (1888-1945). Budapest: Nemzeti Közszolgálati és Tankönyv Kiadó Zrt., 2013. 178.

(ISBN 978-615-5344-41-1)

Kritikai kiadás; szövegkiadás (előtanulmánnyal, vagy életrajzzal)
Kritikai kiadás:
- Magyary Zoltán összes munkái II. (1923). A magyar állam költségvetési joga. Közigazgatási jogi tanulmány. Kritikai kiadás. A szöveget gondozta, a bevezető tanulmányt és a szövegkritikai jegyzeteket írta: Koi Gyula. A tárgyi jegyzeteket írta: Gregóczki Etelka,Koi Gyula, Szabó Ildikó. Sorozatszerkesztő: Patyi András. Szerkesztők: Auer Ádám - Patyi András. Szakmai lektorok: Máthé Gábor - Patyi András. Budapest: Ludovika Egyetemi Kiadó, 2021. 296.(ISBN 9786155527142)

- Magyary Zoltán összes munkái I. (1919-1922). [Tizenöt tanulmány]. Kritikai kiadás. A szöveget gondozta, a bevezető tanulmányt és a jegyzeteket írta: Dr. Koi Gyula. Sorozatszerkesztő: Prof. Dr. Patyi András. Lektor: Prof. Dr. Máthé Gábor. Budapest: Nemzeti Közszolgálati Egyetem, 2015. 237.(ISBN 9786155527142)
- Szövegkiadás (előtanulmánnyal és életrajzzal, vagy csak életrajzzal):
- Nagy Ernő: Magyarország közjoga. (Államjog). Koi Gyula bevezető tanulmányával.[1] Államtudományi klasszikusok 10. (Sorozatszerkesztők: Patyi András - Trócsányi László). Budapest,  Ludovika Egyetemi Kiadó, 2024. xx, 512. /Előtanulmány: Koi Gyula: Nagy Ernő élete és munkái: Bevezető tanulmány Nagy Ernő Magyarország közjoga (államjog) című művéhez. Nagy Ernő: Magyarország közjoga. (Államjog). Koi Gyula bevezető tanulmányával. iv-xx./.
- von Mohl, Robert: Az államtudományok encyklopaediája. Koi Gyula bevezető tanulmányával Államtudományi klasszikusok 9. (Sorozatszerkesztők: Patyi András - Trócsányi László). Budapest,  2024. xvii, 512. Robert von Mohl élete és munkái. Bevezető tanulmány Robert Mohl Az államtudományok encyklopaediája című művéhez. In: von Mohl, Robert - Patyi, András (szerk.) Az államtudományok encyklopaediája. Koi Gyula bevezető tanulmányával. Budapest, Magyarország : Ludovika Egyetemi Kiadó (2024) 512 p. pp. v-xvii.
- Ereky István: Közigazgatás és önkormányzat. Koi Gyula bevezető tanulmányával. Államtudományi klasszikusok 8. (Sorozatszerkesztők: Patyi András - Trócsányi László). Budapest,  2020. lvi., 377. Ludovika Egyetemi Kiadó Nonprofit Kft. – Ludovika Press. /Előtanulmány: Koi Gyula: „Az állami cselekvés egységét [...] biztosítani kell.” Bevezető tanulmány Ereky István Közigazgatás és önkormányzat című művéhez. i-lvi./. ISBN 9789635313723, ISBN 9789635313730
- Concha Győző: Politika. Első kötet: Alkotmánytan. Koi Gyula bevezető tanulmányával. Sorozatszerkesztők: Patyi András - Trócsányi László. Államtudományi klasszikusok 7. Budapest, 2019. xliv., xii., 619. Dialóg Campus - Nordex Kiadó Kft.. /Előtanulmány:  Koi Gyula: "Országlás és szabadság egy."  Bevezető tanulmány Concha Győző államtudományi  munkája, a Politika című könyv alkotmánytani kötetéhez. i-xliv./ (ISBN 9786155945465)

- Gneist, Rudolf: A jogi állam. Varga Zs. András bevezető tanulmányával. Sorozatszerkesztők: Patyi András - Trócsányi László. Államtudományi klasszikusok 6. Budapest, 2017. xxxv., 275. Dialóg Campus. /Szerzői életrajz: Koi Gyula: Rudolf Gneist élete és művei. xxvii-xxxv./ (ISBN 9786155889561)

- Tomcsányi Móric: A magyar közigazgatási jog alapintézményei. Patyi András és Koi Gyula bevezető tanulmányával. Sorozatszerkesztők: Patyi András - Trócsányi László. Államtudományi klasszikusok 5. Budapest, 2017. xxii., 402. Dialóg Campus. /Előtanulmány:  Patyi András - Koi Gyula: "Becsületes törekvéssel, lelkiismeretesen és szeretettel írtam."  Bevezető tanulmány Tomcsányi Móric közigazgatási jogtudományi  alapmunkájának reprint kiadásához. i-xxii./ (ISBN 9786155680717)

- Szontagh Vilmos: A közigazgatási jogtudomány tankönyve. Patyi András és Koi Gyula bevezető tanulmányával. Sorozatszerkesztők: Patyi András - Trócsányi László. Államtudományi klasszikusok 4. Budapest, 2017. xxiii., 148. Dialóg Campus. /Előtanulmány: Patyi András - Koi Gyula: "Az értelemszerűleg kifogástalan jogalkalmazással tesszük a legjobb szolgálatot."  -  Szontagh Vilmos és közigazgatási jogtudományi tankönyve. i-xxiii./ (ISBN 9786155680724)

- Egyed István: A magyar közigazgatási jog alaptanai. Koi Gyula és Patyi András bevezető tanulmányával. Sorozatszerkesztők: Patyi András - Trócsányi László. Államtudományi klasszikusok 3. Budapest, 2017. xix., 198. Dialóg Campus. /Előtanulmány: Koi Gyula - Patyi András: "A közigazgatás jósága egyéni életünk elsőrangú követelménye." Bevezető tanulmány és értékelés Egyed István A magyar közigazgatási jog alaptanai című munkájának újabb kiadásához. i-xix./ (ISBN 9786155680700)

#### Szerkesztőként és szerzőként, illetve fordítóként jegyzett kötetek
- Patyi András - Rixer Ádám (eds.)- Koi Gyula (co-ed.)/szerk./: Hungarian Public Administration and Administrative Law. Passau: Schenk Verlag GmbH, 2014. 552. (ISBN 978 3 944850 12 2)
- Az Európai Unió tagállamainak közigazgatása (szerk.: Balázs István-Gajduschek György-Koi Gyula-Szamel Katalin). Complex Wolters Kluwer,   [Általa írt fejezetek: Luxemburg közigazgatása /291-314./; Észtország közigazgatása /869-892./; Lettország  közigazgatása /893-914./; Litvánia közigazgatása /915-938./; Összesített felhasznált irodalom (tematikus összeállítás) /939-970./] Budapest, 2011. 970. ISBN 978 963 295 216 1
- OECD: Hogyan korszerűsítsük a közigazgatást? A követendő út. Budapest, 2009. 291. OECD - MTA JTI. (A kötetet angolból és franciából fordította: Kincses László – Koi Gyula. Az IRAS –ban a kötet eredetijéről készült könyvismertetéseket angolból fordította: Linder Viktória. Szerkesztő-lektor: Lőrincz Lajos. A mutatókat készítette és technikai szerkesztőként közreműködött: Koi Gyula.) [Az általa fordított részek: A Gazdasági Együttműködés és Fejlesztés szervezete (OECD) /6./; Előszó. Összefoglalás. A vizsgálat. Bevezetés.  /9-38./; I. fejezet Nyitott közigazgatás /39-66./; II. fejezet A közszektor teljesítőképességének növelése /67-94./; III. fejezet A felelősség és az ellenőrzés korszerűsítése /95-116./; VI. fejezet 6.1. A főtisztviselőkre vonatkozó teljesítmény-megegyezés az Egyesült Királyságban /181./; VI. fejezet 6.2. A teljesítmény szerinti javadalmazás Dániában /183-184./; VI. fejezet 6.3. A vezetői tevékenység fejlesztésének politikája: országpéldák /186-188./; Függelékek /212-236./; Fordítói megjegyzések /265-266./; Mutatók (az eredeti kiadványokban nem szerepel) /267-291./] ISBN 9789637311710

### Teljes publikációs lista
https://m2.mtmt.hu/gui2/?type=authors&mode=browse&sel=10015007&paging=1;1000
Adatlapja a Doktori.hu, PhD doktori oktatókat lajstromozó honlapon
https://doktori.hu/index.php?menuid=192&lang=HU&sz_ID=31215

### Életrajz
- Főszerkesztői bemutatkozás. Jogi Tudósító XL. évf. (2009) 11. sz. 3.
- Koi Gyula címszó. In: Pablényi Attila (szerk.): Ki kicsoda a magyar közigazgatásban 2006. Budapest, 2006. 94. DFT-Hungária. ISSN 1787-9862
- Koi Gyula címszó. In: Radosiczky Imre (szerk.): Ki kicsoda a magyar oktatásban II. kötet Felsőoktatás, felnőttképzés, szakképzés és nyelviskolák. Budapest, 2006. 288. FISZ. ISSN 1787-1026
- Orosz Ágnes (szerk.): A Budapesti Corvinus Egyetem Közigazgatás-tudományi Karának (Államigazgatási Főiskola) története 1977-2007. Budapest, 2007. 351. HVG-ORAC Lap-és Könyvkiadó Kft. ISBN 978-963-7490-93-4

### Interjúk
- Lengyel Tibor: Dokumentációs központok. Népszava, 2003. február 28.
- Előházi Zsófia: A kari Dokumentációs Központ. (Interjú a Központ könyvtárosával, Koi Gyulával) Jurátus, XXII. évfolyam 1. szám, 2003. szeptember 15.
- Előházi Zsófia: Helyben olvasható EU-s tudás. Lépéselőnyben a jogászok. Népszabadság Diploma melléklet, 2003. október 8.
- Farkas János: Etikai kódex a honatyák magatartásáról. Kisalföld, 2006. április 12.
- Hegyesi Zoltán: Évszázadok mezsgyéjén - interjú Koi Gyulával. Forum Publicum III. évfolyam 1. szám, 2014. február